# فرهنگ زندگی‌نامه‌ای موسیقی‌دانان بیکر
فرهنگ زندگی‌نامه‌ایِ موسیقی‌دانان بیکر (به انگلیسی: Baker's Biographical Dictionary of Musicians) یک کتاب مرجع مفصّل دربارهٔ موسیقی‌دانان است که ویرایش نخستِ آن را تئودور بیکر، موسیقی‌شناس آمریکایی، تدوین و در سال ۱۹۰۰ منتشر کرد. بیکر این اثر را به‌دنبال تألیف فرهنگ اصطلاحات موسیقی بیکر (۱۸۹۵) انتشار داد. ویرایش‌های دوم و سوم فرهنگ یادشده، به‌ترتیب، در سال‌های ۱۸۹۶ و ۱۸۹۷ منتشر شد.
نهمین و تازه‌ترین ویرایش فرهنگ زندگی‌نامه‌ایِ موسیقی‌دانان بیکر در سال ۲۰۰۱، یعنی ۱۰۱ سال پس از انتشار ویرایش نخست، در ۶ جلد منتشر شد.
در ویرایش نهم، که به «ویرایش قرن» (به انگلیسی: Centennial Edition) معروف است، اطلاعات زندگی‌نامه‌ایِ مربوط به دو سبک موسیقی پاپ و جاز نیز افزوده شده‌است.